# Squirm (film)
 Squirm is een Amerikaanse horrorfilm uit 1976. De film speelt zich af in het zuiden van de Verenigde Staten, waar een invasie van vleesetende gemuteerde wormen plaatsvindt.
De film werd belachelijk gemaakt in de serie Mystery Science Theater 3000. Mikpunt van spot hierbij was vooral de overdreven stereotypering van zuidelijke Amerikanen.

## Verhaal
Geri Sanders woont met haar moeder en zus Alma in het dorpje Fly Creek in Georgia. Haar buurjongen Roger is ontzettend verliefd op haar. Rogers vader is eigenaar van een wormenfarm, waar wormen van het geslacht Glycera worden gefokt als aas. Deze wormen hebben tanden en kunnen bijten, maar doen dit nooit hard. Toen Rogers vader in Rogers vroege jeugd een bak zand met wormen onder elektrische stroom zet, blijkt echter dat ze door elektriciteit razendsnel naar de oppervlakte komen. Ook maakt het ze zeer agressief: Roger, nog een kleine jongen, had zijn hand in de bak en een worm beet de top van zijn duim af.
Geri krijgt bezoek van Mick, een jongen uit New York die ze op een antiekveiling heeft ontmoet. Hoewel de officiële reden van Micks bezoek interesse in antiek is, hebben de twee in feite romantische belangstelling voor elkaar. Geri leent de truck van Roger om Mick op te halen.
Micks bus kan niet verder door een ongeluk in het moeras waarbij een boom ten gevolge van een blikseminslag over de weg is gevallen. Dezelfde storm heeft ook een elektriciteitsleiding vernield waardoor de draden op de grond liggen en elektriciteit in de vochtige aarde brengen, wat de daarin aanwezige wormen wild en agressief maakt...
Mick vervolgt zijn weg lopend en wordt opgepikt door Geri met de truck. De twee gaan eerst boodschappen doen en een drankje drinken. In een restaurant wordt Mick direct herkend als 'stadsjongen' wanneer hij een typisch New Yorkse 'egg cream' bestelt. Wanneer daar ook een worm in blijkt te zitten, reageert de bediening ronduit vijandig. De sheriff die toevallig aanwezig is denkt dat Mick een grap uithaalt, en heeft dan ook direct een hekel aan hem.
Geri en Mick brengen de truck terug en het krat wormen dat erin had gestaan blijkt leeg te zijn. Roger krijgt hiervoor van zijn vader onder uit de zak, omdat hij de truck had uitgeleend. Om het een beetje goed te maken, neemt Geri hem mee op een vistochtje samen met Mick. Eerst hebben ze echter een afspraak met de antiquair, maar treffen daar een skelet in de tuin aan. Mick probeert de sheriff op de hoogte te stellen, maar wanneer die poolshoogte komt nemen, blijkt het skelet weg te zijn. De sheriff weigert nu nog naar Mick te luisteren.
Op het vistochtje ontstaat echter rivaliteit tussen Roger en Mick. Mick probeert indruk te maken op Geri door de wormen die als aas dienen zelf aan de haak van de hengel te bevestigen, maar de worm blijkt ongebruikelijk agressief. Hij bijt Mick in de vinger, en de wond is zo diep dat Mick de vinger moet verbinden. De ongebruikelijke agressie van de worm herinnert Roger aan het incident uit zijn jeugd, wat hij dan ook aan de andere twee vertelt. Wanneer Geri en Roger alleen zijn probeert Roger Geri te verkrachten, maar die weert hem af. Roger valt met zijn gezicht in de wormen en zijn wilde bewegingen doen de boot omslaan. Roger zwemt naar de kant en rent met de wormen nog op zijn gezicht schreeuwend van de pijn het bos in.
Mick ontdekt inmiddels het skelet in de truck van Rogers vader, en ontdekt met hulp van Alma dat het de antiquair is. Mick, Geri en Alma proberen de sheriff te overtuigen van de dood van de antiquair, maar deze heeft inmiddels vrouwelijk gezelschap en weigert met Mick te praten. De drie gaan dan maar terug naar Geri's huis, waar het diner wacht. Alma probeet inmiddels een douche te nemen maar het water blijkt afgesneden door de storm. Alma laat de kraan open en gaat weg. Buiten haar weten om beginnen hordes wormen door de douche naar buiten te kruipen, en vallen in de badkuip, die ze langzaam vullen...
Mick realiseert zich inmiddels dat de elektriciteit uit de elektriciteitsdraden de wormen agressief maakt. Hij gaat naar buiten om hout te verzamelen om het huis af te sluiten zodat de wormen niet naar binnen kunnen. Roger overvalt hem daar, slaat hem bewusteloos, en smijt hem in een diepe kuil. Rogers gezicht is inmiddels vreselijk verminkt: de wormen hebben zich door zijn oren, wangen, neus en mond gevreten, waarschijnlijk tot in de hersenen waardoor Roger krankzinnig is geworden. Hij schreeuwt hysterisch dat Geri van hem is en gaat dan weg.
Alma hoort inmiddels iets boven, en herinnert zich dat ze de kraan had opengelaten. Ze denkt dat er weer water is en wil meteen een douche nemen. Wanneer ze de badkamerdeur opent wordt ze bedolven onder de wormen. Beneden wordt Geri door Roger overvallen, gekneveld en vastgebonden. Geri's moeder zit in haar stoel te haken terwijl de wormen aan alle kanten naar haar toe kruipen. Ze gaat volledig op in haar werk terwijl de wormen haar stoel beklimmen. Ze zit in een levende stoel des doods...
Mick is inmiddels omsingeld door wormen maar weet zich te bevrijden door zijn blouse in brand te steken (wormen haten licht). Terwijl Mick naar huis gaat slaan de wormen op andere plaatsen in het dorp toe. De sheriff en zijn vrouwelijke metgezel worden samen in bed aangevallen en opgegeten. En in een naburige kroeg omsingelen en verslinden miljoenen wormen de eigenaar en een aantal stamgasten.
Mick keert terug naar het huis dat inmiddels vrijwel volledig in bezit is genomen door wormen. Hij weet de zolder te bereiken waar ook Geri is, vastgebonden. Roger probeert hem te doden maar Mick slaat hem terug waarbij hij de zoldertrap afvalt, recht in de wormenmassa die hem levend begint op te eten. Geri en Mick proberen het raam uit te vluchten naar een boom die naast het huis staat, maar Roger komt nog een keer terug, deze keer volledig bedekt met wormen. Mick slaat hem dood met zijn zaklantaarn. De rest van de nacht brengen de twee in de boom door, belegerd door miljoenen wormen.
De volgende ochtend worden Mick en Geri gewekt door een elektricien die zich afvraagt wat ze in de boom doen. De elektriciteit is inmiddels gerepareerd, en Alma blijkt nog te leven: ze was door Roger in een kist opgesloten. De wormen zijn weg, en de grond is omgeploegd en vol gaatjes...

## Rolverdeling
| Acteur           | Personage                           |
| ---------------- | ----------------------------------- |
| Don Scardino     | Mick                                |
| Patricia Pearcy  | Geraldine Sanders                   |
| R.A. Dow         | Roger Grimes                        |
| Jean Sullivan    | Naomi Sanders                       |
| Peter MacLean    | Sheriff Jim Reston                  |
| Fran Higgins     | Alma Sanders                        |
| William Newman   | Quigley                             |
| Barbara Quinn    | Vrouwelijke metgezel van de sheriff |
| Carl Dagenhart   | Willie Grimes                       |
| Angel Sande      | Millie                              |
| Carol Jean Owens | Lizzie                              |
| Kim Iocouvozzi   | Hank                                |
| Walter Dimmick   | Danny                               |
| Leslie Thorsen   | Bonnie                              |
| Julia Klopp      | Mrs. Klopp                          |